# Chryste Gaines
Chryste Gaines (Estados Unidos, 14 de septiembre de 1970) es una atleta estadounidense, especialista en la prueba de 4 x 100 m, en la que ha logrado ser campeona mundial en 1995 y 1997, y campeona olímpica en 1996.

## Carrera deportiva
Sus mayores triunfos deportivos son el oro olímpico en Atlanta 1996 —por delante de Bahamas y Jamaica—, y dos medallas de oro en los mundiales de Gotemburgo 1995 —por delante de Jamaica y Alemania— y en Atenas 1997, por delante de Jamaica y Francia.
En el Mundial de París 2003 ganó la medalla de plata en los relevos 4 x 100 metros, con un tiempo de 41.83 segundos, tras Francia y por delante de Rusia, siendo sus compañeras de equipo: Angela Williams, Inger Miller y Torri Edwards.